# Rohenice

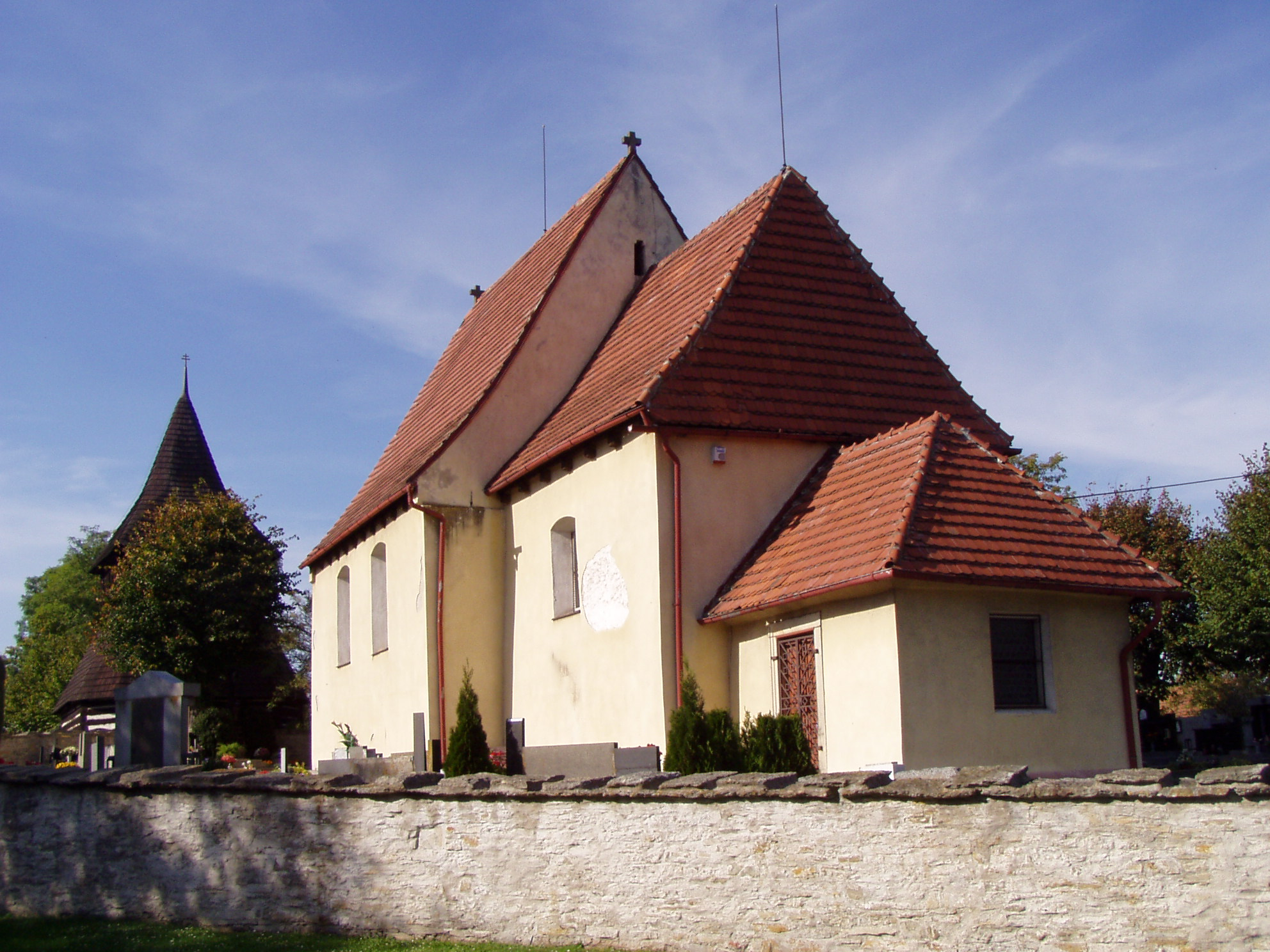
Kirche Johannes des Täufers

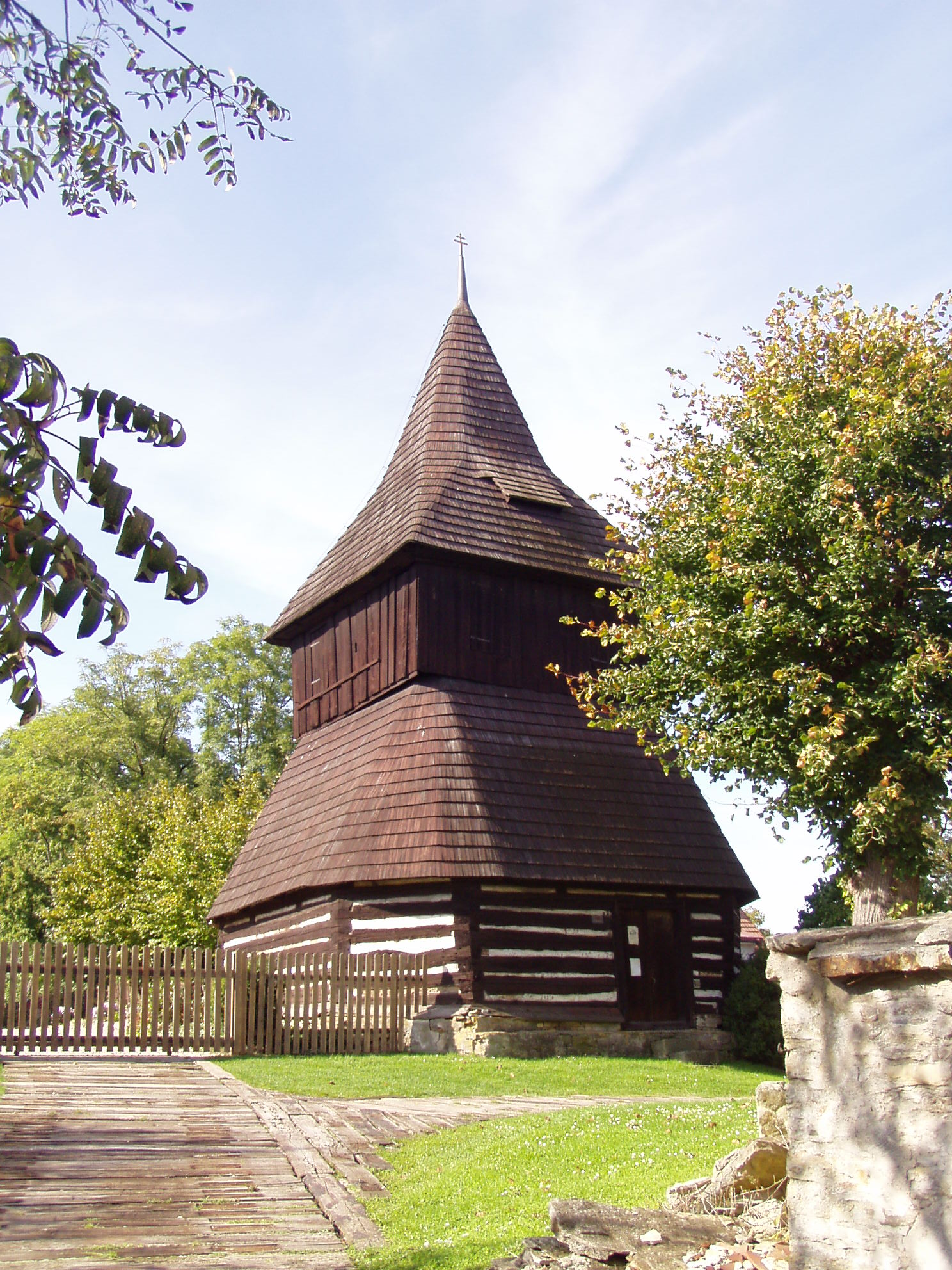
Glockenturm

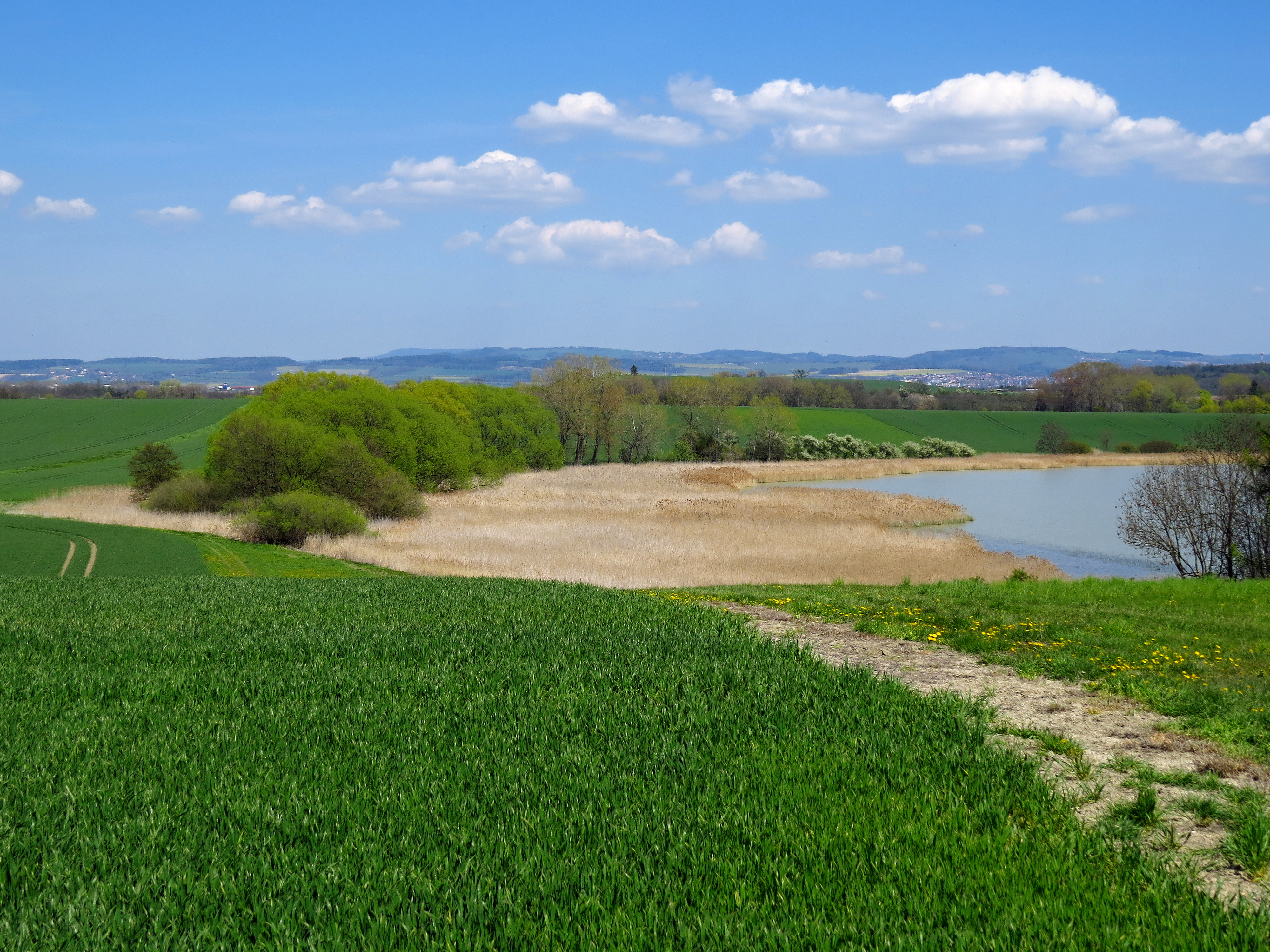
Tuří rybník

Rohenice (deutsch Groß Rohenitz, auch Rohenitz) ist eine Gemeinde in Tschechien. Sie liegt 18 Kilometer nordöstlich des Stadtzentrums von Hradec Králové und gehört zum Okres Rychnov nad Kněžnou.

## Geographie
Rohenice befindet sich im Quellgebiet des Baches Rohenický potok auf der Bohuslavická tabule (Bohuslawitzer Tafel). Durch den Ort führt die Staatsstraße II/308 zwischen Hradec Králové und Nové Město nad Metují. Nördlich erhebt sich der Na Čihadle (308 m n.m.), im Nordosten der Kozinec (291 m n.m.) und südwestlich der Bílý kopec bzw. Pytašák (299 m n.m.). Gegen Nordosten liegt der Teich Tuří rybník.
Nachbarorte sind Šestajovice und Roztoky im Norden, Slavětín nad Metují, Hlohov und Homole im Nordosten, Bohuslavice und Roheničky im Osten, Opočno im Südosten, České Meziříčí und Tošov im Süden, Skršice, Malé Meziříčí und Králova Lhota im Südwesten sowie Jasenná im Westen und Nordwesten.

## Geschichte
Der Überlieferung nach soll das Dorf von einem Kleinadligen namens Rohan gegründet worden sein und ursprünglich Rohanice geheißen haben. Die erste schriftliche Erwähnung von Rohenice erfolgte 1356. Es ist anzunehmen, dass zu dieser Zeit bereits eine Plebanei oder Pfarrei in dem Dorf bestand. Mutina von Dobruška stiftete 1361 der Kirche eine Halbhufe in Rohenice sowie den Zehnt des Herrenhofes Hlohov. Im 14. Jahrhundert wurde das Dorf als Rohynice bzw. Rochynice bezeichnet. Zusammen mit dem Gut Městec bei Nahořany verkaufte Jan Mikuláš Sendražský von Sendražice 1525 auch das halbe Kirchpatronat an Vojtěch von Pernstein. In der Mitte des 16. Jahrhunderts erwarben die Herren Trčka von Lípa das Dorf und schlugen es ihrer Herrschaft Opočno zu, ein Kmetenhof gehörte 1544 den Herren Tamchyn von Doubrawitz (Tamchynové z Doubravic) auf Vranov.
Aus dem Opočner Urbar von 1582 geht hervor, dass Rohenice aus 10 Gehöften sowie drei Chaluppen ohne Feldbesitz bestand.
Nach dem Tode von Jan Rudolf Trčka von Lípa wurde die Herrschaft Opočno durch König Ferdinand II. konfisziert und 1635 an die Brüder Hieronymus und Rudolf von Colloredo-Waldsee verpfändet. In der 1651 erschienenen Beschreibung der Herrschaft Opočno (Popsání lidí živých i mrtvých při zámku jeho exelence p. generála Feldmaršála hraběte Coloreda opočenského, 2. máje 1651) wird Rohenice als ein Dorf mit 74 zumeist evangelischen Einwohnern beschrieben, wobei bei 26 keine Hoffnung mehr auf eine Hinwendung zum Katholizismus bestand. Während des Bayerischen Erbfolgekrieges kam es am 10. Juli 1778 in der Gegend zwischen Rohenice, Jasenná und Králova Lhota zu einem Aufeinandertreffen österreichischer und preußischer Truppen, wobei sich der preußische Befehlsstand nördlich von Rohenice im Wald Žďár befand; die kurzen Gefechte werden als Srážka u Dobenína a Králové Lhoty (Geplänkel bei Dobenin und Königs-Lhota) bezeichnet. 1789 fiel die Herrschaft den Grafen Colloredo-Mannsfeld zu, sie hielten sie bis zur Mitte des 19. Jahrhunderts.
Im Jahre 1836 bestand das im Königgrätzer Kreis gelegene Dorf Groß-Rohenitz aus 38 Häusern, in denen 244 Personen, darunter 29 Protestanten, lebten. Im Ort gab es eine katholische Filialkirche Johannes des Täufers. Katholischer Pfarrort war Mezritsch, das evangelische Bethaus befand sich in Kloster. Bis zur Mitte des 19. Jahrhunderts blieb das Dorf der Herrschaft Opočno untertänig. Zu dieser Zeit bestand der Ort noch gänzlich aus gezimmerten Häusern.
Nach der Aufhebung der Patrimonialherrschaften bildete Velké Rohenice ab 1849 mit dem Ortsteil Malé Rohenice eine Gemeinde im Gerichtsbezirk Opočno. Ab 1868 gehörte die Gemeinde zum Bezirk Neustadt an der Mettau. Seit dem Ende des 19. Jahrhunderts wurde Rohenice als Gemeindename verwendet. Das Gemeindegebiet umfasste vor dem Ersten Weltkrieg 345 ha Felder, Wiesen, Weiden und Gärten; davon gehörten 19 ha der Kirche. Der große Dorfplatz mit ovalem Grundriss wurde nach 1915 parzelliert und bebaut. Auf Anordnung der Linguistischen Kommission in Prag wurden am 23. Juni 1923 die amtlichen Ortsnamen beider Gemeindeteile abgeändert; Velké Rohenice wurde zu Rohenice und Malé Rohenice zu Roheničky. Im Zuge der Bodenreform erwarb die Gemeinde in den Jahren 1924 bis 1925 vom Großgrundbesitzer Josef Bartoň-Dobenín das 8,7 ha große Wiesenland der wüsten Teichstätte Tůří für 27.000 Kč und teilte es unter 20 Familien auf; später wurde der Teich wiederhergestellt. Im Jahre 1930 lebten in den 73 Häusern der Gemeinde 288 Personen. Die Elektrifizierung erfolgte 1935. 1949 wurde die Gemeinde dem Okres Dobruška zugeordnet. Im Zuge der Gebietsreform von 1960 wurde der Okres Dobruška aufgehoben und Rohenice dem Okres Rychnov nad Kněžnou zugewiesen; zugleich erfolgte die Eingemeindung nach České Meziříčí. Seit dem 24. November 1990 besteht die Gemeinde wieder.

## Gemeindegliederung
Für die Gemeinde Rohenice sind keine Ortsteile ausgewiesen. Grundsiedlungseinheiten sind Rohenice (Groß Rohenitz) und Roheničky (Klein Rohenitz).

## Sehenswürdigkeiten
- Gotische Kirche Johannes des Täufers, sie entstand im 14. Jahrhundert und wurde 1361 erstmals erwähnt. Im Innern befindet sich ein spätgotischer Flügelaltar aus dem Jahre 1533 mit Darstellung des Jesus Christus als Dulder sowie sechs Heiligen.
- Hölzerner Glockenturm, das aus Eichenholz gezimmerte Bauwerk mit oktogonalem Grundriss und Schindeldach wurde vor 1652 an der Stelle des Pfarrhauses errichtet.
- Statue des hl. Johannes von Nepomuk, geschaffen 1821
- Klassizistischer Gutshof, erbaut 1855
- Steinernes Kreuz, aufgestellt 1876
- Zwei gezimmerte Häuser, sie bilden die letzten Relikte der bis zur Mitte des 19. Jahrhunderts üblichen Bauweise.
- Naturdenkmal Tuří rybník, der 33 ha große Teich Tuří einschließlich der ihn umgebenden Wälder Velké Tuří und Malé Tuří wurden 2014 auf einer Fläche 114,72 ha zum Schutz der Rotbauchunke und seltener Pflanzenarten zum Naturdenkmal erklärt.